# 이남두
이남두(李南斗, 1928년 12월 20일 ~ 2003년 12월 24일)는 대한민국의 공무원이다.
본관은 벽진 이씨이다. 대통령표창 및 황조근정 훈장을 받았고 배우자는 노정욱(노정욱의父 노기용:독립운동가 및 국회의원등 역임)이며, 사남[이종원:행정학 박사 및 대통령 리더십 연구자(저서:시대정신과 한국 대통령 리더십 덕목), 이종덕:사업자, 이종길:인천대학교 교수, 이종관:위스콘신대 MBA] 일녀[이지연:서울대학교 학사 및 서울대학교대학원 석사]를 두었다.

## 역임
- 1962년 경상남도 밀양군수(현재의 경상남도 밀양시장)
- 1965년 경상남도 진주시장[3]
- 1966년 경상남도 보사국장[4], 식산국장, 내무국장
- 1971년 경상남도 마산시장[5]
- 1974년 경기도 성남시장[6]
- 1976년 산림청 기획관리관[7]
- 1977년 대전시장[8]
- 1978년 내무부 감사관[9]
- 1978년 경상남도 부지사
- 1980년 경삼남도 도지사 (직무대리)
- 1981년 부산시제1부시장[10]
- 1982년 산림청 차장[11]
- 1984년 한국지방재정공제회 이사장[12]